# Базелски проблем
У теорији бројева, Базелски проблем је питање одређивања тачног збира реципрочних вредности квадрата свих природних бројева. Први га је предложио италијански математичар Пјетро Менголи 1644. године, а решио га је Леонард Ојлер 1735. године. Сам проблем је добио име према Ојлеровом родном граду, Базелу.

## Поставка проблема и његово решење
Базелски проблем тражи тачан збир бесконачног реда
{\displaystyle \sum _{n=1}^{\infty }{\frac {1}{n^{2}}}=\lim _{n\to +\infty }\left({\frac {1}{1^{2}}}+{\frac {1}{2^{2}}}+\cdots +{\frac {1}{n^{2}}}\right).}
Како је овај проблем мучио познате математичаре скоро читав век, Ојлерово решење је свом творцу донело невероватну славу у двадесет осмој години. Ојлер је у значајној мери уопштио проблем, а његове идеје је годинама касније искористио Бернхард Риман у свом делу О броју простих бројева мањих од задате величине (On the Number of Primes Less Than a Given Magnitude) из 1859. године, у коме је дефинисао зета-функцију и доказао њене основне особине.
Приближна вредност збира реда је 1.644934. Базелски проблем тражи „тачну“ цифру, и математички доказ да је израчуната вредност коректна. Ојлер је добио да је тачна сума
{\displaystyle \lim _{n\to \infty }\left({\frac {1}{1^{2}}}+{\frac {1}{2^{2}}}+{\frac {1}{3^{2}}}+\cdots +{\frac {1}{n^{2}}}\right)={\frac {\pi ^{2}}{6}},}
и објавио свој резултат 1735. године. Своје аргументе је засновао на правилима алгебре коначних величина, што у општем случају може да да нетачне резултате, а строги доказ да је добијена тачна вредност збира дао је тек 1741. године.